# Östra stordistriktet
Östra stordistriktet (fi. Itäinen suurpiiri) är en administrativ enhet i Helsingfors stad. Stordistrikten grundades år 1982 för att underlätta olika myndigheters arbete som tidigare alla använt olika indelningar. Därmed blev det också lättare för stadsborna att följa med de administrativa enheterna. Östra stordistriktet består av följande distrikt:  Botby distrikt, Kvarnbäckens distrikt, Mellungsby distrikt och Nordsjö distrikt.